# Sportlust '46
Sportlust '46 is een amateurvoetbalvereniging uit de plaats en gemeente Woerden, provincie Utrecht, Nederland. De vereniging werd op 5 oktober 1946 opgericht. De thuiswedstrijden worden op “sportpark Cromwijck” gespeeld. De traditionele kleuren van de voetbalvereniging zijn rood-wit.

## Algemeen
Op sportpark Cromwijck staat een clubhuis met veertien kleedruimtes, een hoofdveld met tribune, drie gewone wedstrijdvelden en drie kunstgrasvelden met verlichting. Alle zes velden worden gebruikt voor het spelen van beker-, competitie- en oefenwedstrijden. Er wordt getraind op de kunstgrasvelden
In de jaren '70 van de twintigste eeuw lagen de sportvelden van Sportlust aan de Jozef Israelslaan, vlak naast de velden van voetbalvereniging SC Woerden. De kantine was toen nog een houten gebouw dat tussen het hoofd- en bijveld lag.

## Standaardelftal
De club speelde altijd al op zaterdag en tekende het convenant dat opgesteld was tussen de KNVB en de Belangenvereniging Zaterdagvoetbal (BZV) om te kunnen garanderen dat wedstrijden op zaterdag gespeeld kunnen worden. Het standaardelftal maakte na de eeuwwisseling een sprong in de voetbalpiramide, het kwam in het seizoen 2011/2012 voor het eerst uit in de Hoofdklasse uit. Sinds het seizoen 2020/2021 speelt Sportlust in de Derde divisie.
KNVB Beker
In het seizoen 2014/15 nam Sportlust'46 voor het eerst deel aan de KNVB beker. In de eerste ronde werd er met 1-2 gewonnen van de Friese hoofdklasser FVC, en in de tweede ronde van Topklasser Kozakken Boys. In de derde ronde werd er met 3-0 verloren van profclub FC Volendam.
In 2018/2019 en 2020/2021 kwam Sportlust'46 niet verder dan de eerste ronde. Het seizoen 2022/2023 was succesvoller voor Sportlust'46. In de eerste ronde werd met 1-2 gewonnen van OJC Rosmalen. In de tweede ronde met 1-2 van Quick Boys, waarna in eigen huis eervol werd verloren van FC Utrecht (0-2).

### Erelijst
Klassekampioen Eerste klasse: 2011, 2015, 2019
Klassekampioen Tweede klasse: 2006
Klassekampioen Derde klasse: 1985, 1996, 2000, 2005
Klassekampioen Vierde klasse: 1957, 1959, 1970
Winnaar KNVB Districtsbeker West-II: 2018
Promotie 3e Divisie: 2020

### Competitieresultaten 1952–heden
| 5 4A |

| 5 4B |

| 3 4A |

| 3 4B |

| 3 4A |

| 1 4A |

| 9 3A |

| 1 4B |

| 4 3A |

| 9 3A |

| 6 4C |

| 8 4A |

| 5 4D |

| 7 4D |

| 4 4C |

| 10 4D |

|  |

| 3 4C |

| 1 4C |

| 2 3B |

| 8 3B |

| 10 3B |

| 11 3B |

| 10 4D |

| 9 4D |

| 12 4D |

|  |

|  |

|  |

| 5 4D |

| 8 4D |

| 2 4B |

| 9 3A |

| 1 3A |

| 10 2B |

| 5 2B |

| 11 2B |

| 3 3A |

| 3 3B |

| 11 3A |

| 4 4B |

| 3 4B |

| 3 4B |

| 6 3A |

| 1 3A |

| 12 1B |

| 12 2D |

| 3 3D |

| 1 3D |

| 6 2D |

| 7 2D |

| 2 2C |

| 12 2C |

| 1 3B |

| 1 2C |

| 10 1A |

| 5 1A |

| 3 1A |

| 6 1A |

| 1 1B |

| 10 A |

| 10 A |

| 13 A |

| 1 1B |

| 13 B |

| 3 1B |

| 4 1A |

| 1 1C |

| 1* A |

| 6* |

| 3 |

| 6 |

| 5 |

| 3 |

| Derde Divisie | Hoofdklasse | Eerste klasse | Tweede klasse | Derde klasse | Vierde klasse |

In elke staaf van de grafiek staat van boven naar beneden vermeld: 
- Eindnotering

Dit is de positie die de club heeft bereikt in de competitie, zonder eventuele beslissings-, play-off- of nacompetitiewedstrijden die nodig zijn geweest om bijvoorbeeld de kampioen van de competitie te bepalen.
Indien een * achter het getal staat is de notering een tussenstand en kan het zijn dat de notering niet overeenkomt met de uiteindelijke eindstand van de competitie.
Staat er een - dan is het seizoen nog bezig en is er geen definitieve uitslag bekend.
Staat er xx op de positie van de notering, dan heeft de club vroegtijdig de competitie verlaten. Dit kan onder andere komen door terugtrekking van het team, faillissement van de club of door een uitgedeelde straf van de KNVB. In veel gevallen staat elders in het artikel de reden vermeld.
Staat er een ? dan is het resultaat uit het verleden onbekend, en is alleen de competitie of het niveau bekend van dat seizoen.
In de seizoenen 2019/20 en 2020/21 werd wegens de coronacrisis het amateurvoetbal afgebroken. Daardoor kennen deze staven geen eindklassering (middels -- weergegeven).
- Competitieniveau en afdelingsletter of Officiële eindstand Eredivisie
  - Competitieniveau en afdelingsletter

Hierbij geeft het getal het niveau weer, dat ook terug te vinden is in de legenda. De letter is de afdelingsaanduiding en wordt gebruikt wanneer er meer afdelingen zijn op hetzelfde niveau. De afdelingsletter is altijd een hoofdletter en wordt meestal zonder nummer gebruikt.
Voorbeeld: 2F is niveau 2e klasse competitie F.
Het competitieniveau en nummer wordt niet vermeld wanneer er slechts één competitie van dit niveau was.
  - Officiële eindstand Eredivisie (getal staat tussen haakjes vermeld)

Sinds de introductie van play-offwedstrijden voor Europees voetbal na afloop van de reguliere competitie in 2005/06, is de KNVB verplicht een eindstand van de Eredivisie door te geven aan de UEFA aan de hand van deze play-offwedstrijden.
Bij deze eindstand staan clubs die zich hebben gekwalificeerd voor Europees voetbal hoger dan clubs die zich niet wisten te kwalificeren. Indien er geen verschil was tussen de eindnotering en de officiële eindstand, staat dit getal niet vermeld.

- Onderafdeling

Hier staat afgekort de naam van de onderafdeling indien de club in dat jaar in een onderafdeling uitkwam. Tevens staat deze afkorting in de legenda en wordt gelinkt naar het artikel over deze onderafdeling. Deze afkorting wordt alleen vermeld wanneer de club in het verleden in verschillende onderafdelingen heeft gespeeld. Deze vermelding is in de staaf altijd in kleine letters. Deze onderafdelingen zijn na het seizoen 1995/96 afgeschaft. Heeft de club in slechts één onderafdeling gespeeld, dan is dit alleen terug te vinden in de legenda.
Onder de staaf staat het jaartal vermeld waarin het seizoen is afgesloten. 15 verwijst naar het seizoen 2014/15 of eventueel het seizoen 1914/15.
Wanneer een staaf leeg is, zijn deze gegevens niet bekend. Het kan ook zijn dat de club dat seizoen niet heeft meegespeeld op het hogere amateurniveau, vroegtijdig de competitie heeft verlaten of uit de competitie is gezet.

In het seizoen 1944/45 was er wegens de Tweede Wereldoorlog geen regulier competitievoetbal.

### Trainers
1979-1986: Ruud Bos
1994-1996: Peter van Boeijen
1998-2001: Jan van den Heuvel
2001-2003: Robbert de Ruiter
2003-2004: Wim Berckenkamp
2004-2007: Jan van den Heuvel
2007-2010: Koos van Zoest
2010-2011: Carl Flux
2011-2012: Cesco Agterberg
2012-2015: Richard Middelkoop
2015-2016: Dennis Sluijk
2016-2018: Wim van 't Westeinde
2018-2022: Patrick Loenen
2022-2024: Jochem Twisker

## Bekende (oud-)spelers
- Quincy Allée
- Jordi Balk
- Marley Berkvens
- Dico Koppers
- Terence Groothusen

### Vrouwen
- Wendy Balfoort
- Tami Groenendijk

VV Kamerik · SCH '44 · SIVEO '60 · Sportlust '46 · VEP · SC Woerden